# Казахстан на «Детском Евровидении — 2022»
Казахстан участвовал на «Детском Евровидении — 2022», которое прошло 11 декабря 2022 года в Ереване, Армения. На конкурсе страну представил Давид Чарлин с песней «Жер-Ана (Mother Earth)». Он занял пятнадцатое место, набрав 47 баллов.

## Предыстория
До конкурса 2022 года Казахстан участвовал в конкурсе 4 раза. Лучший результат на конкурсе был в 2019 и 2020 годах, когда страну представляли Ержан Максим с песней «Арманыңнан қалма» и Каракат Башанова с песней «Forever» соответственно, заняв второе место с 227 и 152 баллами соответственно.
Поскольку казахский телевещатель «Хабар» не является активным членом Европейского вещательного союза, для участия в конкурсах «Евровидения» телевещателю требуется специальное приглашение от Европейского вещательного союза. Впервые Казахстан пригласили участвовать на «Детском Евровидении» в 2018 году. Ранее «31 канал» заявлял о своих намерениях дебютировать на конкурсе 2018 года и отправлял делегацию на конкурс 2017 года.

## До «Детского Евровидения»

### Выбор представителя
Представитель был выбран 13 августа 2022 года, во время гала-концерта международного фестиваля детской музыки «Бақытты бала». 21 участник из 9 стран принимал участие, среди которых также была Мелани Гарсиа — представительница Испании на «Детском Евровидении — 2019». В связи с тем, что не все участники могли бы представить Казахстан на «Детском Евровидении — 2022» (проживающие за пределами страны и те, кто старше 14 лет), право на участие в конкурсе не присуждалось автоматически одному из победителей, а в отдельной номинации, результаты которой определило жюри в составе Асхата Маемирова (режиссёра), Марата Айтимова (преподавателя музыки), Каната Айтбаева (основателя фестиваля «Бақытты бала»), Рухии Байдукеновой (певицы) и Ернара Нуртазина (пианиста). В конечном итоге, Давид Чарлин был выбран в качестве представителя от Казахстана на «Детское Евровидение — 2022».
| Участник           | Страна    | Место | Участник             | Страна     | Место | Участник       | Страна    | Место |
| ------------------ | --------- | ----- | -------------------- | ---------- | ----- | -------------- | --------- | ----- |
| Айаулым Сабыр      | Казахстан | —     | Енлик Байзах         | Казахстан  | —     | Сесиль Альпер  | Болгария  | —     |
| Акжаркын Аиддсова  | Казахстан | —     | Жанерке Абдрахманова | Казахстан  | 1     | Ульяна Зарва   | Россия    | 1     |
| Амина Жапар        | Казахстан | —     | Камилия Сагимбай     | Казахстан  | —     | Элен Бадалян   | Армения   | 3     |
| Арустан Шерхан     | Казахстан | —     | Кристина-Мария Пантя | Румыния    | —     | Юлианна Китова | Польша    | —     |
| Асылайым Болаткызы | Казахстан | —     | Мелани Гарсиа        | Испания    | 2     | Юлия Макс      | Казахстан | 3     |
| Давид Чарлин       | Казахстан | —     | Милана Пак           | Узбекистан | 2     | Ялкы Сака      | Турция    | 3     |
| Данияр Дуйсенбеков | Казахстан | —     | Сагын Омирбайулы     | Казахстан  | —     | Ясмин Аюпова   | Казахстан | —     |

### Выбор песни
На пресс-конференции, состоявшейся в начале октября, вице-президент «Хабара» Данияр Менилбеков сообщил, что песня была выбрана внутренним отбором, и подтвердил, что одним из авторов песни стал Хамит Шангалиев, который также принимал участие в написании песен от Казахстана для конкурсов 2019 и 2020 года. В конце концов, песня «Жер-Ана (Mother Earth)», написанная Джорданом Аракеляном, Сержаном Бахытжаном и Хамитом Шангалиевым, была представлена 6 ноября 2022 года.

## На «Детском Евровидении»

### Трансляция
Финал конкурса транслировал телеканал Хабар, комментаторами которого были Калдыбек Жайсанбай и Махаббат Эсен. После конкурса не было объявлено о рейтингах шоу в Казахстане.

### Выступление
Порядок выступления стран-участниц «Детского Евровидения — 2022» был определён 5 декабря 2022 года: Казахстан выступил под третьим номером — после Польши и перед Мальтой. Давид участвовал на репетициях, которые состоялись 7 и 9 декабря 2022 года, за которыми последовало «шоу для жюри», которое состоялось вечером 10 декабря 2022 года. Результаты голосования казахстанского жюри объявил Алаш.

### Голосование
На конкурсе была вновь использована та система голосования, которая была введена в 2017 году, где результаты определяются суммой баллов онлайн-голосования (50%) и голосования жюри (50%). В каждой стране-участнице было национальное жюри, состоящее из 5 человек: трое из них — профессионалы музыкальной индустрии, а двое — дети в возрасте от 10 до 15 лет, которые должны были быть гражданами страны, от имени которой они голосовали.
Онлайн-голосование состояло из двух этапов: первый этап онлайн-голосования начался 9 декабря 2022 года, когда на сайте конкурса (junioreurovision.tv) были показаны отрывки репетиций участников, после чего зрители смогли проголосовать за 3 участников. Первый этап онлайн-голосования завершился 11 декабря 2022 года в 15:59 по центральноевропейскому времени. Второй этап онлайн-голосования начался сразу после последнего, шестнадцатого, выступления и длился 15 минут.
По итогам голосования Казахстан занял 15-е место, набрав 47 баллов: по итогам голосования жюри Казахстан занял последнее, шестнадцатое, место с 5 баллами, а по итогам онлайн-голосования — 14-е место с 42 баллами.
| Баллы                                                   | Страна  |
| ------------------------------------------------------- | ------- |
| 12 баллов                                               |         |
| 10 баллов                                               |         |
| 8 баллов                                                |         |
| 7 баллов                                                |         |
| 6 баллов                                                |         |
| 5 баллов                                                |         |
| 4 балла                                                 | Италия  |
| 3 балла                                                 |         |
| 2 балла                                                 |         |
| 1 балл                                                  | Франция |
| Казахстан получил 42 балла по итогам онлайн-голосования |         |

| Баллы     | Страна         |
| --------- | -------------- |
| 12 баллов | Армения        |
| 10 баллов | Украина        |
| 8 баллов  | Франция        |
| 7 баллов  | Грузия         |
| 6 баллов  | Албания        |
| 5 баллов  | Португалия     |
| 4 балла   | Италия         |
| 3 балла   | Нидерланды     |
| 2 балла   | Испания        |
| 1 балл    | Великобритания |

### Подробные результаты голосования
| Подробные результаты голосования Казахстана | Подробные результаты голосования Казахстана | Подробные результаты голосования Казахстана | Подробные результаты голосования Казахстана | Подробные результаты голосования Казахстана | Подробные результаты голосования Казахстана | Подробные результаты голосования Казахстана | Подробные результаты голосования Казахстана | Подробные результаты голосования Казахстана | Подробные результаты голосования Казахстана |
| №                                           | Страна                                      | Судья A                                     | Судья B                                     | Судья C                                     | Судья D                                     | Судья E                                     | Место                                       | Баллы                                       |                                             |
| ------------------------------------------- | ------------------------------------------- | ------------------------------------------- | ------------------------------------------- | ------------------------------------------- | ------------------------------------------- | ------------------------------------------- | ------------------------------------------- | ------------------------------------------- | ------------------------------------------- |
| 1                                           | Нидерланды                                  | 5                                           | 6                                           | 10                                          | 9                                           | 5                                           | 8                                           | 3                                           |                                             |
| 2                                           | Польша                                      | 14                                          | 15                                          | 11                                          | 6                                           | 10                                          | 11                                          |                                             |                                             |
| 3                                           | Казахстан                                   |                                             |                                             |                                             |                                             |                                             |                                             |                                             |                                             |
| 4                                           | Мальта                                      | 15                                          | 13                                          | 14                                          | 13                                          | 12                                          | 15                                          |                                             |                                             |
| 5                                           | Италия                                      | 4                                           | 5                                           | 6                                           | 11                                          | 8                                           | 7                                           | 4                                           |                                             |
| 6                                           | Франция                                     | 1                                           | 4                                           | 7                                           | 4                                           | 6                                           | 3                                           | 8                                           |                                             |
| 7                                           | Албания                                     | 3                                           | 2                                           | 2                                           | 12                                          | 11                                          | 5                                           | 6                                           |                                             |
| 8                                           | Грузия                                      | 2                                           | 11                                          | 8                                           | 1                                           | 4                                           | 4                                           | 7                                           |                                             |
| 9                                           | Ирландия                                    | 12                                          | 12                                          | 9                                           | 15                                          | 7                                           | 12                                          |                                             |                                             |
| 10                                          | Северная Македония                          | 9                                           | 10                                          | 15                                          | 14                                          | 13                                          | 13                                          |                                             |                                             |
| 11                                          | Испания                                     | 13                                          | 7                                           | 13                                          | 5                                           | 3                                           | 9                                           | 2                                           |                                             |
| 12                                          | Великобритания                              | 10                                          | 8                                           | 4                                           | 8                                           | 14                                          | 10                                          | 1                                           |                                             |
| 13                                          | Португалия                                  | 6                                           | 9                                           | 5                                           | 7                                           | 2                                           | 6                                           | 5                                           |                                             |
| 14                                          | Сербия                                      | 11                                          | 14                                          | 12                                          | 10                                          | 15                                          | 14                                          |                                             |                                             |
| 15                                          | Армения                                     | 8                                           | 1                                           | 3                                           | 2                                           | 1                                           | 1                                           | 12                                          |                                             |
| 16                                          | Украина                                     | 7                                           | 3                                           | 1                                           | 3                                           | 9                                           | 2                                           | 10                                          |                                             |